# Dominique (brano musicale)
Dominique è una canzone in lingua francese dell'artista belga Sœur Sourire, pubblicata nel 1962. 

## Storia e significato
Dominique dedicata a Domenico di Guzmán, fondatore dell'ordine domenicano. Il testo descrive Dominique come un uomo semplice e umile, che viaggiava diffondendo il suo messaggio di devozione a Dio. La canzone inizia ritraendo Dominique come un povero trovatore che parlava solo della bontà di Dio ovunque andava. Nel testo si parla del periodo in cui regnava il re Giovanni d'Inghilterra e Dominique combatteva contro gli eretici albigesi. La canzone cita i viaggi di Dominique, che camminava per tutta l'Europa affidandosi alla sua dedizione e vivendo in povertà. L'influenza di Dominique si estese oltre i suoi viaggi, dando vita alla formazione dell'Ordine dei frati predicatori. I frères-prêcheurs" citati nel testo si riferiscono all'ordine che Dominique fondò e che in seguito divenne noto come i Domenicani.

## Nel cinema
Nel 1966 fu realizzato il film musicale statunitense Dominique diretto da Henry Koster e interpretato da Debbie Reynolds. Si tratta di un film semi-biografico sulla vita di Sœur Sourire, la suora belga divenuta celebre grazie alla canzone Dominique.